# Donato Piazza
Pour les articles homonymes, voir Piazza.
Donato Piazza, né le 2 janvier 1930 à Villasanta et mort le 14 septembre 1997 à Bologne, est un coureur cycliste italien. Professionnel de 1950 à 1959, il a notamment remporté deux étapes du Tour d'Espagne 1955 et une étape du Tour d'Italie 1956.
De bonne corpulence, soit 1,87 m et 78 kg, il a été de surcroît un bon pistard, car il a fini quatrième du championnat du monde de poursuite de 1955 et a battu le record du monde des 5 km en 1956 sur le vélodrome du Vigorelli.

## Palmarès
- 1950
  - Gran Premio della Liberazione
  - Milan-Busseto
  - Coppa del Re
- 1951
  - 8e étape du Tour de Belgique indépendants
- 1952
  -  Champion d'Italie de poursuite
  - 2e, 5e et 6e étapes du Tour du Maroc
- 1953
  -  Champion d'Italie de poursuite
  - 2e de Paris-Roubaix
- 1954
  - 9e étape du Tour du Maroc
  - 3e du Trophée Baracchi (avec Fiorenzo Magni)
- 1955
  - 11e et 14e étapes du Tour d'Espagne
  - Sassari-Cagliari
- 1956
  - 21e étape du Tour d'Italie
  - 3e du Trophée Baracchi (avec Giorgio Albani)
  - 5e de Milan-San Remo

## Résultats sur les grands tours

### Tour d'Italie
6 participations
- 1952 : 89e
- 1953 : 66e
- 1955 : 72e
- 1956 : 42e, vainqueur de la 21e étape
- 1957 : abandon
- 1958 : abandon

### Tour d'Espagne
2 participations
- 1955 : 43e, vainqueur des 11e et 14e étapes
- 1957 : hors délais (7e étape)